# Otto Wolf
Otto Wolf (Mohelnice, 5 giugno 1927 – Distretto di Olomouc, 20 aprile 1945) è stato un giovane ebreo, vittima dell'Olocausto, autore nel 1942-45 di un diario scritto mentre con la sua famiglia vivevano nascosti in casa di amici cechi nel tentativo di evitare la deportazione nei campi di sterminio. Otto fu arrestato e ucciso nel corso di un rastrellamento, quando mancavano solo due settimane alla fine della guerra.

## Biografia
Otto Wolf nasce nel 1927 a Mohelnice in Moravia. I Wolf, stabilitisi a Olomouc, erano una famiglia di ceto medio, orgogliosa della propria identità ebraica ma laici e assimilati. Il padre (Berthold Wolf) era un uomo d'affari. Si era sposato nel 1913 con Ruzena Wolf e la coppia aveva tre figli: Kurt (b.1915), Felicitas (b.1920) e il più piccolo, Otto. Otto frequentava la scuola, Felicitas lavorava come sarta, Kurt studiava medicina all'Università a Brno.
Tutto cambiò il 15 marzo 1939 con l'occupazione tedesca della regione. Kurt decise di rifugiarsi in Unione Sovietica, mentre il resto della famiglia si trasferì nel villaggio di Tršice, dove avevano delle conoscenze e pensavano di poter vivere più protetti. Anche per la famiglia Wolf giunse tuttavia nel giugno del 1942 l'ordine di deportazione a Terezin. Con l'aiuto di alcuni conoscenti, i Wolf preferirono nascondersi nella foresta vicino a Tršice, dove rimasero nascosti per circa due anni.
Rimanere nascosti in una piccola comunità rurale non era però facile, presto la cosa fu risaputa da molti e la situazione divenne a un certo punto insostenibile al punto da consigliare alla famiglia di trovare un altro rifugio, questa volta in un attico nel cittadina stessa di Tršice. Le condizioni di alloggio e di vita erano notevolmente migliori che nella foresta, tuttavia anche lì era difficile sfuggire alla curiosità dei vicini e così dopo un anno un ultimo trasferimento portò la famiglia nel marzo 1945 in un altro rifugio nel vicino villaggio di Zakrov. Il fronte però si avvicinava e il 18 aprile il villaggio fu sottoposto ad un rastrellamento nel corso del quale anche Otto fu arrestato assieme ad altri 22 giovani. I Wolf si rifugiarono di nuovo nella foresta.
Finalmente la liberazione giunse l'8 maggio 1945, ma con essa giunsero anche le notizie della morte di Otto e di Kurt. Dopo la cattura, Otto era stato denunciato come ebreo da un collaborazionista locale; sottoposto ad interrogatorio non aveva tradito la famiglia né rivelato i nomi di chi li aveva protetti. Due giorni dopo era stato fucilato nella foresta assieme ad altri 18 giovani. Quanto a Kurt, che dopo la fuga si era unito all'Armata Rossa, era morto in combattimento nella battaglia di Sokolovo il 9 marzo 1943. Ad entrambi i giovani, Kurt e Otto, il governo cecoslovacco assegnò una onorificenza alla memoria e una targa commemorativa fu posta in loro ricordo a Mohelnice nel 1948.
Un monumento in memoria di coloro che aiutarono la famiglia Wolf a sopravvivere è stato eretto a Tršice nel 2013.

## Il Diario e la sua pubblicazione
Otto decise di scrivere un diario il 22 giugno 1942, in coincidenza con la decisione della sua famiglia di vivere in clandestinità. Otto aveva allora 15 anni e mantenne l'impegno fino alla sua cattura. Come per altri adolescenti nelle sue condizioni la scelta fu dettata anche dal desiderio di vincere la solitudine e la noia di quegli interminabili mesi ed anni.
Per quanto ogni diario non rifletta che alcuni frammenti nella vita dell'autore, presi complessivamente essi ci danno un quadro vivo e diretto della realtà complessa che i bambini dell'Olocausto si trovarono ad affrontare, un'esperienza spesso tragicamente conclusasi - come nel caso di Otto - con la morte.
Il Diario di Otto Wolf si distingue per la riflessione accurata dei complessi rapporti che vennero ad instaurarsi tra la sua famiglia, i loro "protettori" e le comunità rurali nelle quali si trovarono a vivere in quegli anni di clandestinità, in una continua alternanza di sentimenti opposti di solidarietà, paura, interessi, gelosie. È l'unico a descrivere le vicende di una famiglia ebrea vissuta in clandestinità nel Protettorato di Boemia e Moravia durante la seconda guerra mondiale.
Quando Otto fu arrestato, la sorella Felicitas continuò a tenere aggiornato il suo diario, raccontando le vicende concitate della sua cattura fino alla notizia della sua morte.
Il diario rimase in mano della sorella, che emigrata negli stati Uniti nel novembre 1968, lo donò nel 1995 allo United States Holocaust Memorial Museum di Washington. La prima edizione (in ceco) è del 1997.

## Edizioni del Diario di Otto Wolf
- Otto Wolf, Deník Otty Wolfa, 1942-1945, Praga: Sefer, 1997.
  - Ed. inglese (passi scelti): Alexandra Zaputer (ed.), Salvaged Pages: Young Writers' Diaries of the Holocaust, New Haven: Yale University Press, 2015.